# Pere (abat de Sant Quirze, 1547)
Pere fou abat del monestir Sant Quirze de Colera almenys el 1547. L'única notícia que es té d'aquest abat és que apareix en els diferents abaciologis que la crítica històrica ha fet en el decurs del temps. És possible, com la resta dels abats d'aquesta època, que fos un abat comendatari. El fet que només es conegui el nom de pila i no el llinatge, fa molt difícil poder-lo identificar correctament.